# El Mina, Libanon
El Mina (arabiska: الميناء) är en hamnstad väster om Tripoli i guvernementet Mohafazat Liban-Nord i Libanon. Den är platsen för det ursprungliga feniciska Tripoli och är en av landets äldsta städer. 
Tripoli flyttades österut efter att hamnstaden hade erövrats från korsfararna av mamlukerna  och förstörts år 1289. El Mina blev det nya Tripolis hamnstad och Tripolis hamn ligger här än idag. Staden var tidigare omgiven av en stadsmur med flera vakttorn varav endast ett, Lejontornet, finns kvar.

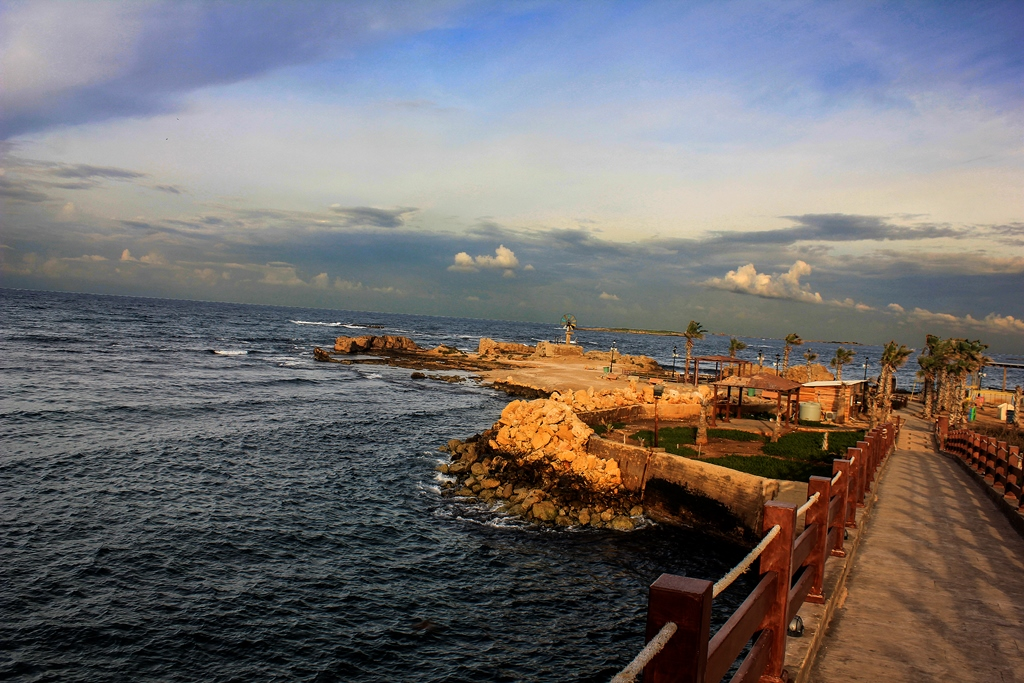
Bron till Abdul Wahab.

Utanför El Mina ligger en rad småöar varav de tre största utgör Palmöarnas naturreservat. Ön Abdul Wahab, tidigare St Thomas, har broförbindelse med El Mina.